# أندرو إتش كنول
أندرو إتش كنول (بالإنجليزية: Andrew Knoll) هو أستاذ جامعي أمريكي، ولد في 1951 في West Reading, Pennsylvania ‏ في الولايات المتحدة.